# Моготский сельсовет
Мого́тский сельсове́т — упразднённое сельское поселение в Тындинском районе Амурской области.
Административный центр — посёлок Могот.

## История
Моготский сельский Совет народных депутатов был образован на основании решения Амурского областного Совета депутатов трудящихся от 01.09.1975 № 362 с центром в пос. Могот.
3 августа 2005 года в соответствии с Законом Амурской области № 32-ОЗ муниципальное образование наделено статусом сельского поселения.
Упразднено в январе 2021 года в связи с преобразованием муниципального района в муниципальный округ.

## Население
| 2002 | 2010 | 2011 | 2012 | 2013 | 2014 | 2015 |
| ---- | ---- | ---- | ---- | ---- | ---- | ---- |
| 873  | ↘777 | ↘772 | ↘734 | ↘706 | ↘679 | ↘666 |
| 2016 | 2017 | 2018 |      |      |      |      |
| ↗672 | ↘655 | ↘638 |      |      |      |      |

## Состав сельского поселения
| № | Населённый пункт | Тип населённого пункта          | Население |
| - | ---------------- | ------------------------------- | --------- |
| 1 | Лапри            | посёлок                         | ↗6        |
| 2 | Могот            | посёлок, административный центр | ↘632      |